# D'amour et d'eau fraîche (film, 1976)
Pour les articles homonymes, voir D'amour et d'eau fraîche.
Pour plus de détails, voir Fiche technique et Distribution.
D'amour et d'eau fraîche est un film français réalisé par Jean-Pierre Blanc et sorti le 24 mars 1976.

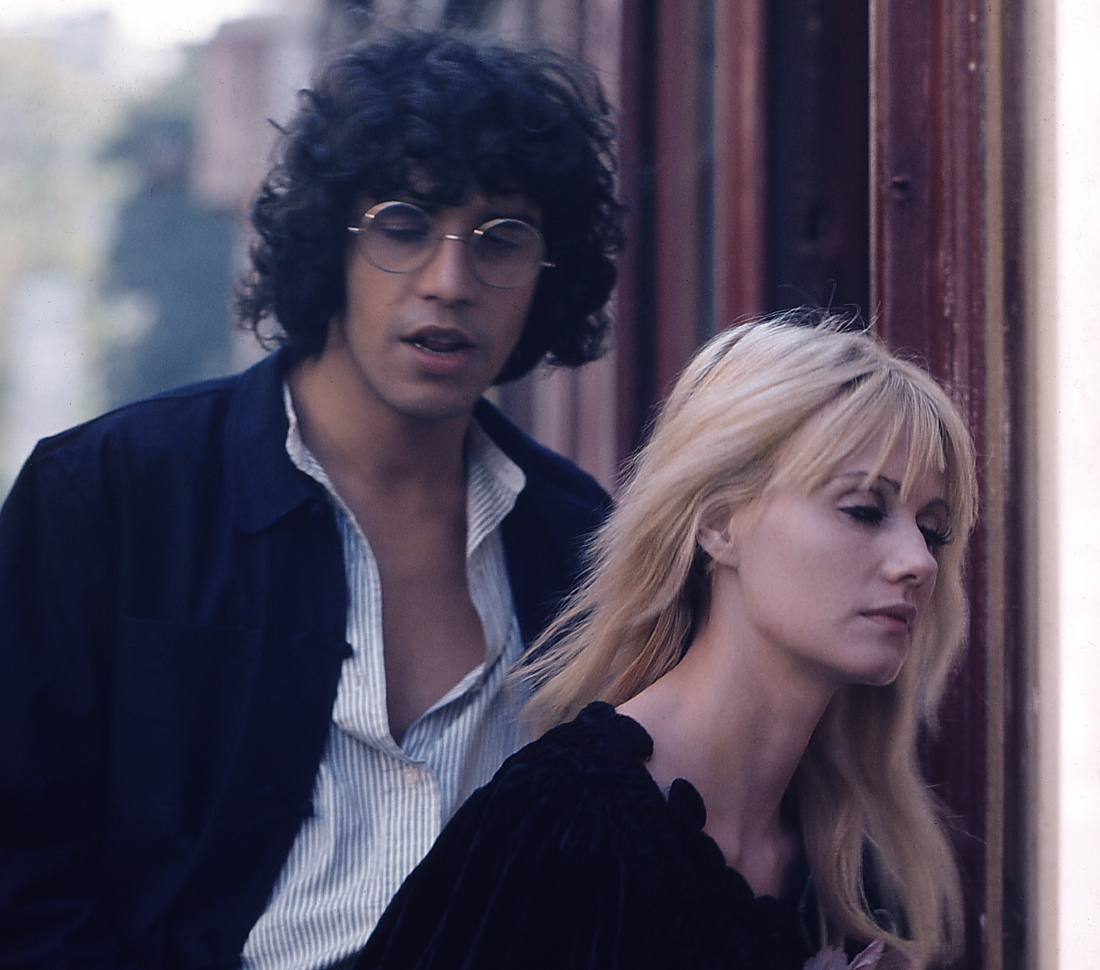
Miou-Miou avec Julien Clerc pendant le tournage du film.

## Synopsis
Un jeune homme insouciant qui se prénomme Jip et qui donne quelques leçons de piano pour vivre, habite chez sa maîtresse Mona, laquelle a vingt ans de plus que lui ; ils vivent dans le confort bourgeois d'un appartement très agréable, Jip goûtant également la bonne chère de sa compagne. Mais il fait bientôt la connaissance de Rita, une jeune, douce et émouvante étudiante. Tous deux vont alors former un couple d'amoureux passionnés, vivant avec quelques sous et parcourant la France. En pleine période hippie et post soixante-huitarde, les deux amoureux connaissent un bonheur dramatiquement stoppé par la grave maladie qui va toucher Rita. Après sa mort, Jip se retrouve solitaire avant de rejoindre sa précédente compagne, Mona.

## Fiche technique
Sauf indication contraire, les informations mentionnées dans cette section peuvent être confirmées par la base de données cinématographiques Unifrance,  présente dans la section « Liens externes ».
- Titre : D'amour et d'eau fraîche
- Réalisateur : Jean-Pierre Blanc
- Scénario : Jean-Pierre Blanc
- Dialogues : Manuel Blanc
- Musique : Michel Bernholc et Julien Clerc
- Photographie : Edmond Séchan
- Montage : Catherine Kelber-Michel
- Pays de production :  France
- Date de tournage : 1975
- Société de production : Gaumont International et Production 2000 (France)
- Producteur : Alain Poiré
- Directeur de production : Marc Goldstaub
- Distributeur d'origine : Gaumont
- Format : couleur par Eastmancolor — son mono — 35 mm
- Lieux de tournage : Argenteuil (Val-d'Oise), Lyon et Paris
- Genre : comédie dramatique
- Durée : 84 minutes
- Date de sortie : France - 24 mars 1976

## Distribution
- Annie Girardot : Mona
- Julien Clerc : Jip
- Miou-Miou : Rita Gonzales
- Jean-Pierre Darras : Clément
- Geoffrey Carey : Colin Loiseau
- Sylvain Choquet : Boris
- Cerise[1] : Églée
- Robert Dalban : Potter, le père de Mona
- Josy Foichat : Chombidon, la Canadienne
- Gérard Hernandez : Ben
- Rosette : la fille du bar (non créditée)
- Josée Yanne : la mère d'un élève
- Muriel Cayzac : une femme
- Béatrice Costantini : une femme

## Production
Miou-Miou tente en vain de convaincre les producteurs de confier le premier rôle à son compagnon Patrick Dewaere avec lequel elle vient d'avoir une petite fille, mais le réalisateur Jean-Pierre Blanc s'y oppose, bien que l'acteur soit également musicien (piano). À cette époque, le chanteur Julien Clerc est déjà au sommet d'une gloire musicale et est très populaire ; en dépit d'une totale inexpérience d'acteur, c'est lui qui est choisi,[source insuffisante].
À sa sortie, le film un échec commercial.

## Autour du film
Durant les toutes premières semaines du tournage et malgré une certaine réticence initiale, Julien Clerc parvient à séduire Miou-Miou. Découvrant cette idylle, Patrick Dewaere se déplacera sur le tournage du film pour agresser Julien Clerc, [source insuffisante].